# Desorden público
Desorden Público est un groupe vénézuélien de ska, originaire de Caracas. Formé en 1985 par Horacio Blanco et José Luis « Caplís » Chacín, il est le premier et le plus populaire des groupes de ska de leur pays. Il possède son propre son, issu de la fusion d'éléments caribéens et d'un style urban de Caracas.

## Histoire
À la suite d'une offre contractuelle présentée par un recruteur de CBS Columbia de Venezuela, ils enregistrent leur premier album en 1988. Un son simple et brut, et des paroles directes pleines de critiques politiques et d'humour noir permettent à l'album d'atteindre un niveau de vente impressionnant et une diffusion importante à l'intérieur et à l'extérieur de la scène new wave de la fin des années 1980. Avec cet album éponyme, ils commencent à faire des tournées nationales et font leur première visite internationale en République dominicaine.
Le Regirá del Plomo Revienta leur permet de présenter leur travail sur scène au Venezuela dans des lieux toujours plus nombreux et nouveaux, et les spectacles se jouent généralement à guichets fermés. Une fois de plus, la scène de La Carlota à Caracas leur apporte l'ovation de 150 000 spectateurs. Au niveau discographique, ils participent à Outlandos d'Americas, un hommage au groupe The Police avec une reprise de la chanson Man in a Suitcase que les désordonnés ont appelé Un Mundo en mi mochila qui relate certaines des expériences qu'un hispano-américain doit subir lorsqu'il voyage.
Desorden Público est nommé dans la catégorie « groupe de ska de l'année » aux Pepsi Venezuela Music Awards en 2012, 2013, 2014, 2015 et 2017.

## Discographie
- 1988 : Desorden Publico
- 1990 : En Descomposición
- 1994 : Canto Popular de la vida y muerte
- 1997 : Plomo Revienta
- 1998 : ¿Donde está el Futuro?
- 2000 : Diablo
- 2001 : Todos sus éxitos (compilation)
- 2004 : The Ska Album USA (compilation)
- 2004 : DP18, double album en direct de el teresa carreño
- 2004 : The Ska Album EUROPE (compilation)
- 2006 : Estrellas del Caos
- 2011 : Los Contrarios
- 2014 : Guarachando en Navidad, vol. I
- 2016 : Bailando sobre las ruinas
- 2020 : Canto Popular, 25 años